# Schmiding (Griesstätt)
Schmiding ist ein Weiler in der oberbayerischen Gemeinde Griesstätt (Landkreis Rosenheim). Er liegt etwa 2,5 Kilometer südöstlich des Hauptortes.
Schmiding hat vier alteingesessene bäuerliche Anwesen: den Wirt, mit einer ehemaligen Gastwirtschaft mit Getränkevertrieb und Schützenverein, den Eisner, den Huber und den Feldner.